# Rakvice
Rakvice (en allemand : Rakwitz) est une commune du district de Břeclav, dans la région de Moravie-du-Sud, en République tchèque. Sa population s'élevait à 2 197 habitants en 2020.

## Géographie
Rakvice se trouve à 5 km au nord-ouest de Podivín, à 13 km au nord-nord-est de Břeclav, à 41 km au sud-sud-est de Brno et à 219 km au sud-est de Prague.
La commune est limitée par Velké Pavlovice au nord, par Velké Bílovice et Podivín à l'est, par Lednice au sud, et par Přítluky et Zaječí à l'ouest.

## Histoire
La première mention écrite de la localité date de 1248.